# Mustapha Dumbuya
Mustapha Sima Michael Dumbuya (ur. 7 sierpnia 1987 w Sierra Leone) – sierraleoński piłkarz, reprezentant kraju, grający na pozycji obrońcy w Notts County.